# Число Гей-Люссака
Число Гей-Люссака ({\displaystyle \mathrm {Gc} } или {\displaystyle \mathrm {GaL} }) — вспомогательный критерий подобия в физике, выражающий меру теплового расширения/сжатия тела:
{\displaystyle \mathrm {Gc} ={\frac {1}{\beta \Delta T}},}
где
- {\displaystyle \beta } — коэффициент теплового расширения;
- {\displaystyle \Delta T} — изменение температуры.

Используя числа Грасгофа {\displaystyle \mathrm {Gr} } и Галилея {\displaystyle \mathrm {Ga} }, число Гей-Люссака можно записать следующим образом:
{\displaystyle \mathrm {Gc} ={\frac {\mathrm {Ga} }{\mathrm {Gr} }}.}
Названо в честь французского химика Жозефа Луи Гей-Люссака.